# YOHO Midtown

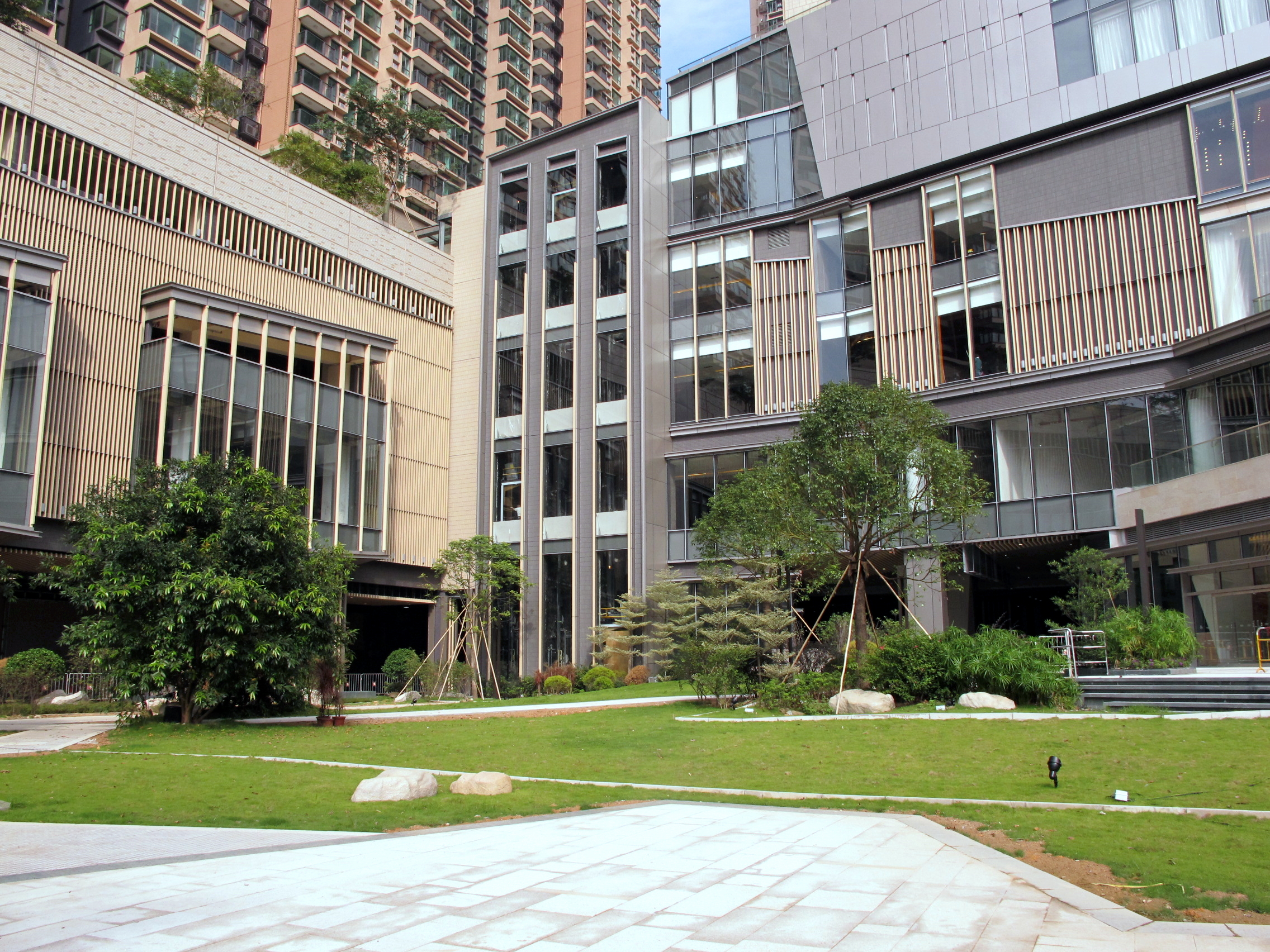
住戶出入口前的綠化地帶

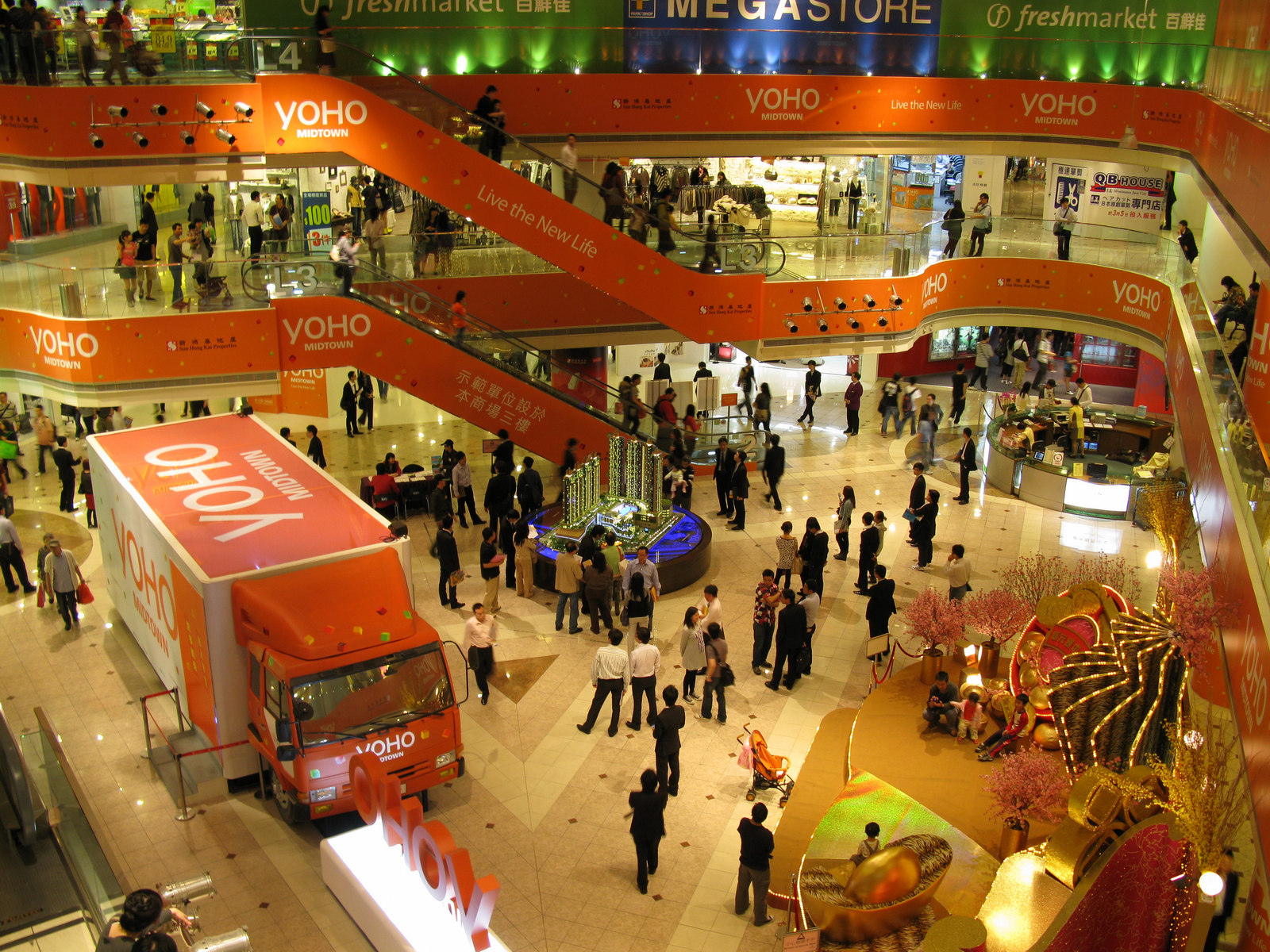
設於新元朗中心商場（即現形點II商場）的YOHO Midtown售樓處，利用商場人流增加接觸潛在買家機會

YOHO Midtown是新鴻基地產的大型綜合社區發展計劃「YOHO系列」第二期住宅項目，位於香港新界元朗區元龍街9號，連接元朗鐵路站。
提供1,890個住宅單位及584個車位。項目在2010年2月以預售樓花形式首次開售，於2010年10月末分階段入伙。由新鴻基地產旗下的啟勝管理服務負責屋苑管理。

## 歷史
於1985年，政府決定平整雞地一帶用地，並擬於YOHO Midtown現址興建一條可容納27,000人口的公共屋邨，原訂1994年入伙。然而，該計劃最後並未成事，而上址用地亦逐步被新鴻基地產收購。
毗鄰此屋苑的YOHO Town於2003年8月出售了50%單位後，周國賢曾表示YOHO Town第2期設有大型商場，住宅則會以三房單位為主，並預計在2005年至2006年完工。不過地盤到了2005年年中才正式開始動工，並且在2006年至2007年停工一年。到了2008年1月才重新繼續工程。另一方面，由於第2期附近有釘子戶問題，未能收購業權，導致地盤的規劃較為複雜，需要分期發展。現時該處土地為汽車維修工場、食堂、商店及停車場。

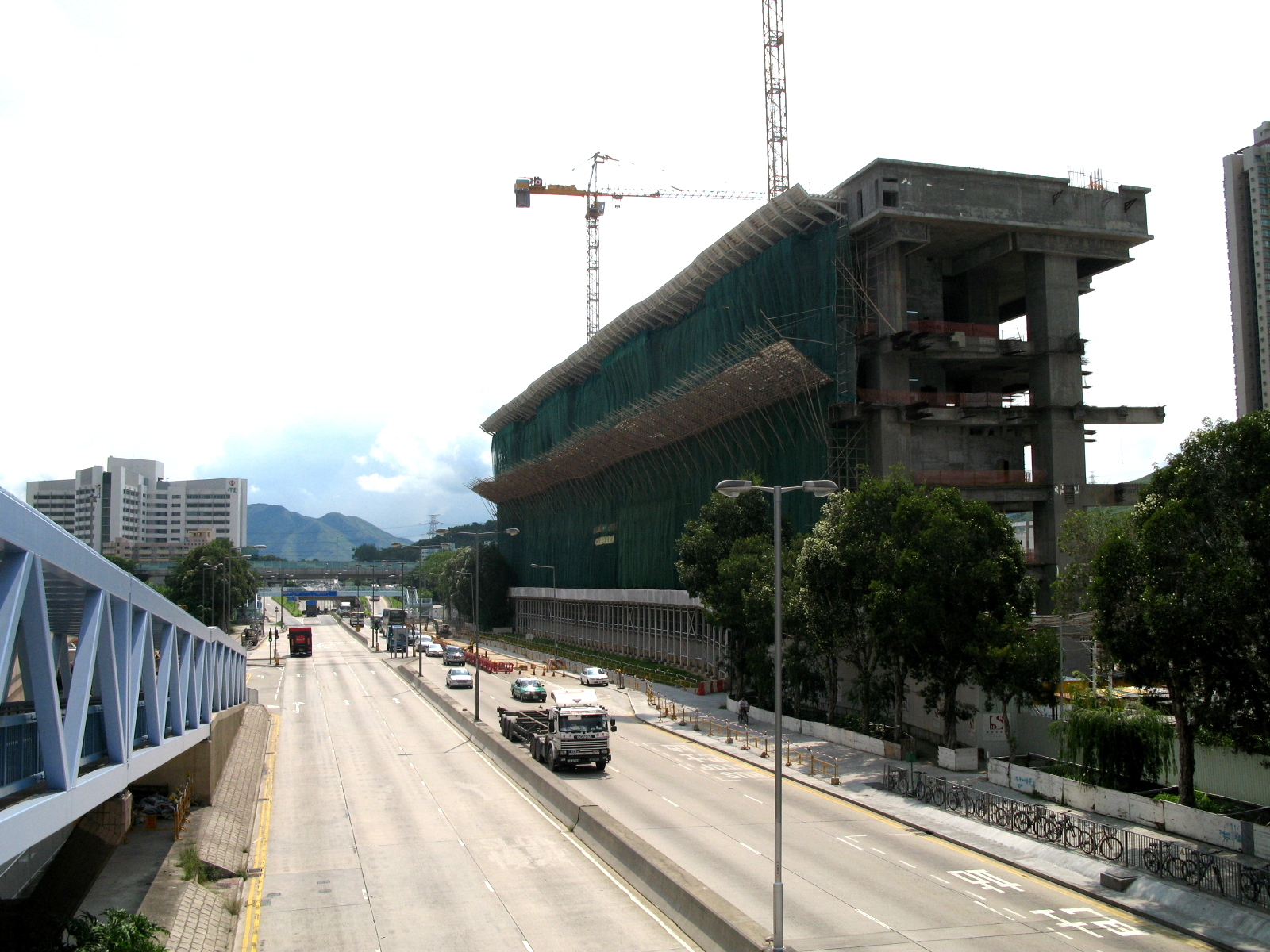
YOHO MIDTOWN 建築地盤（2007年9月）
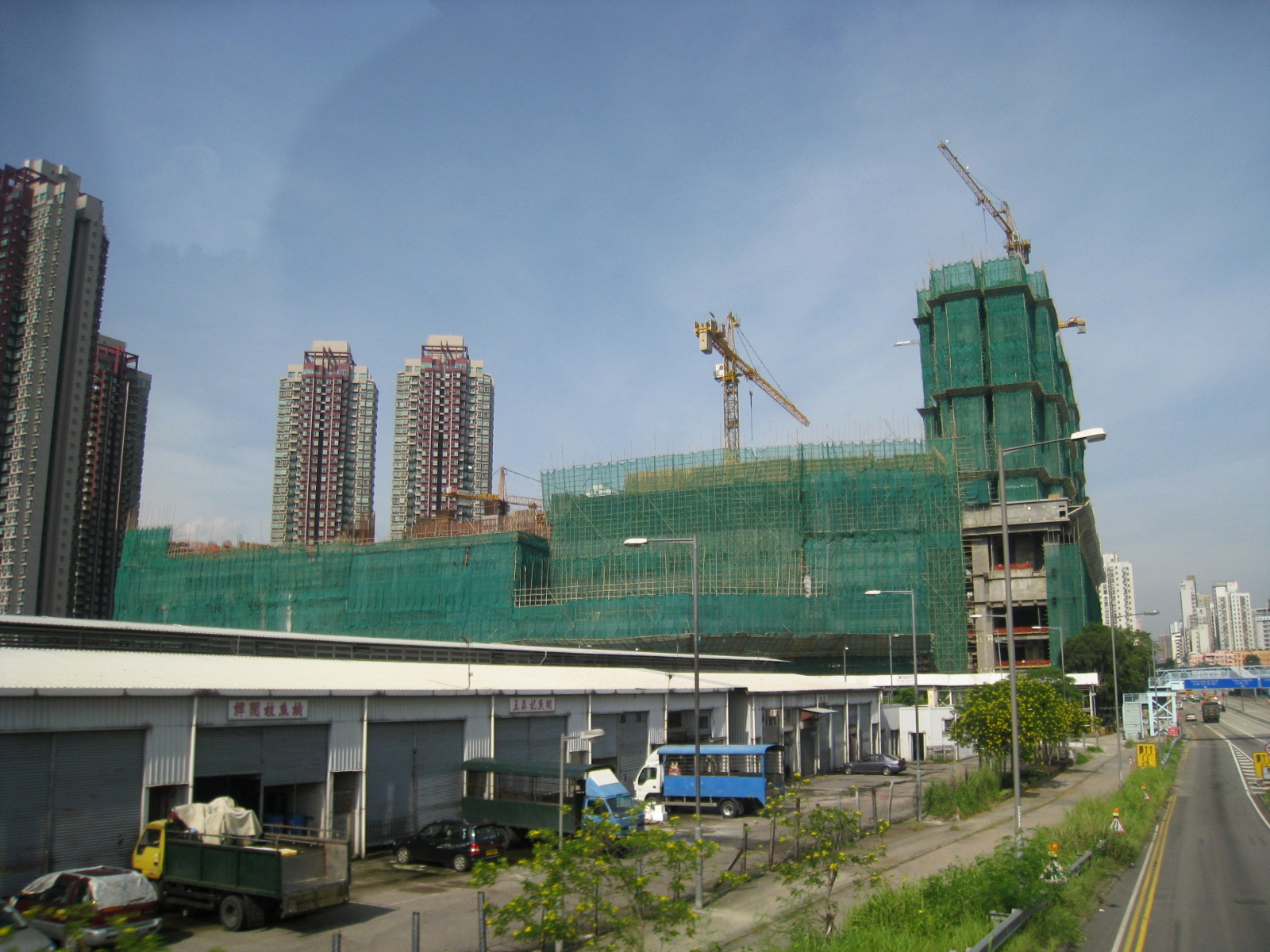
YOHO MIDTOWN 建築地盤（2008年8月）
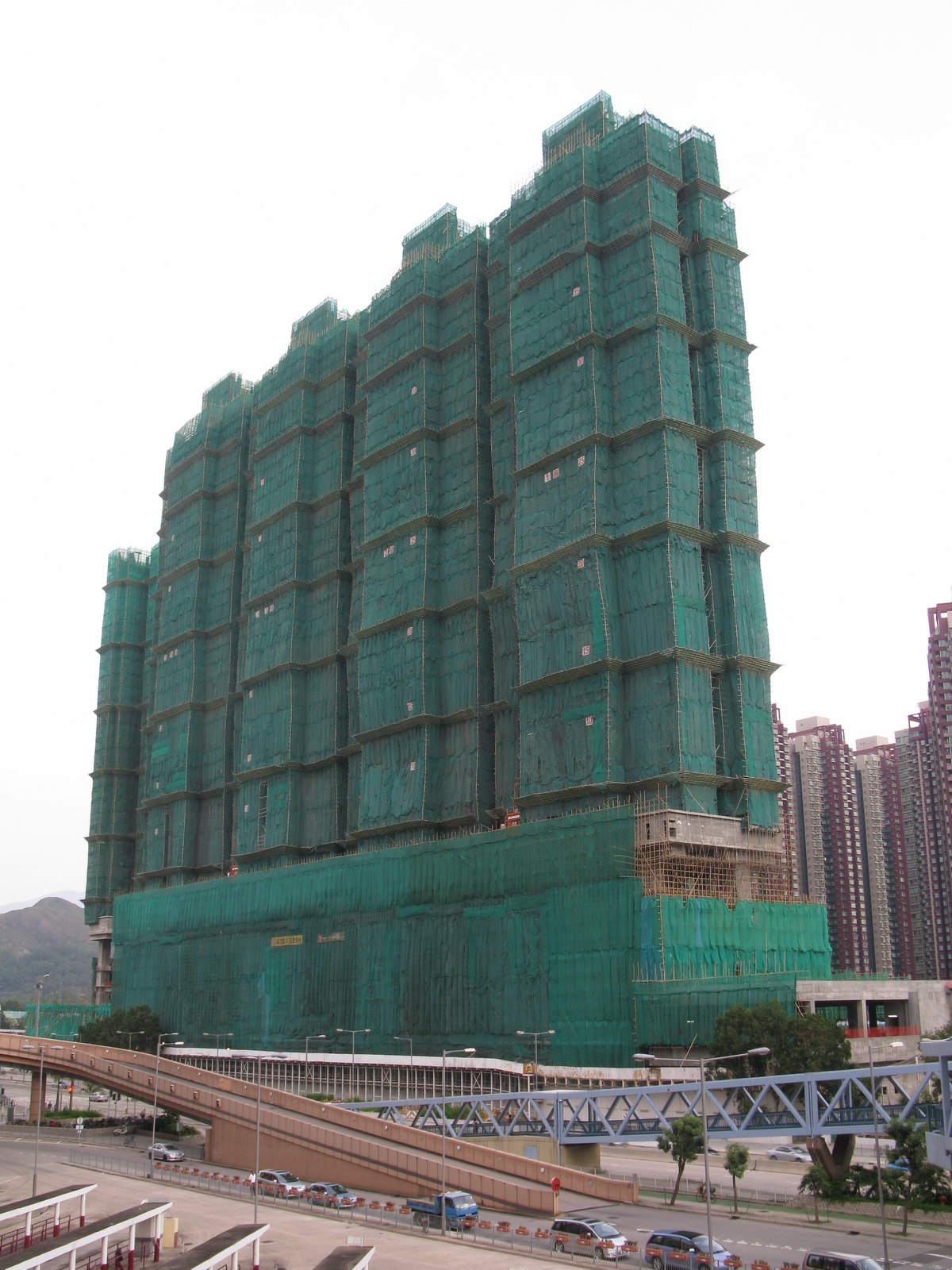
YOHO MIDTOWN 建築地盤（2009年6月）
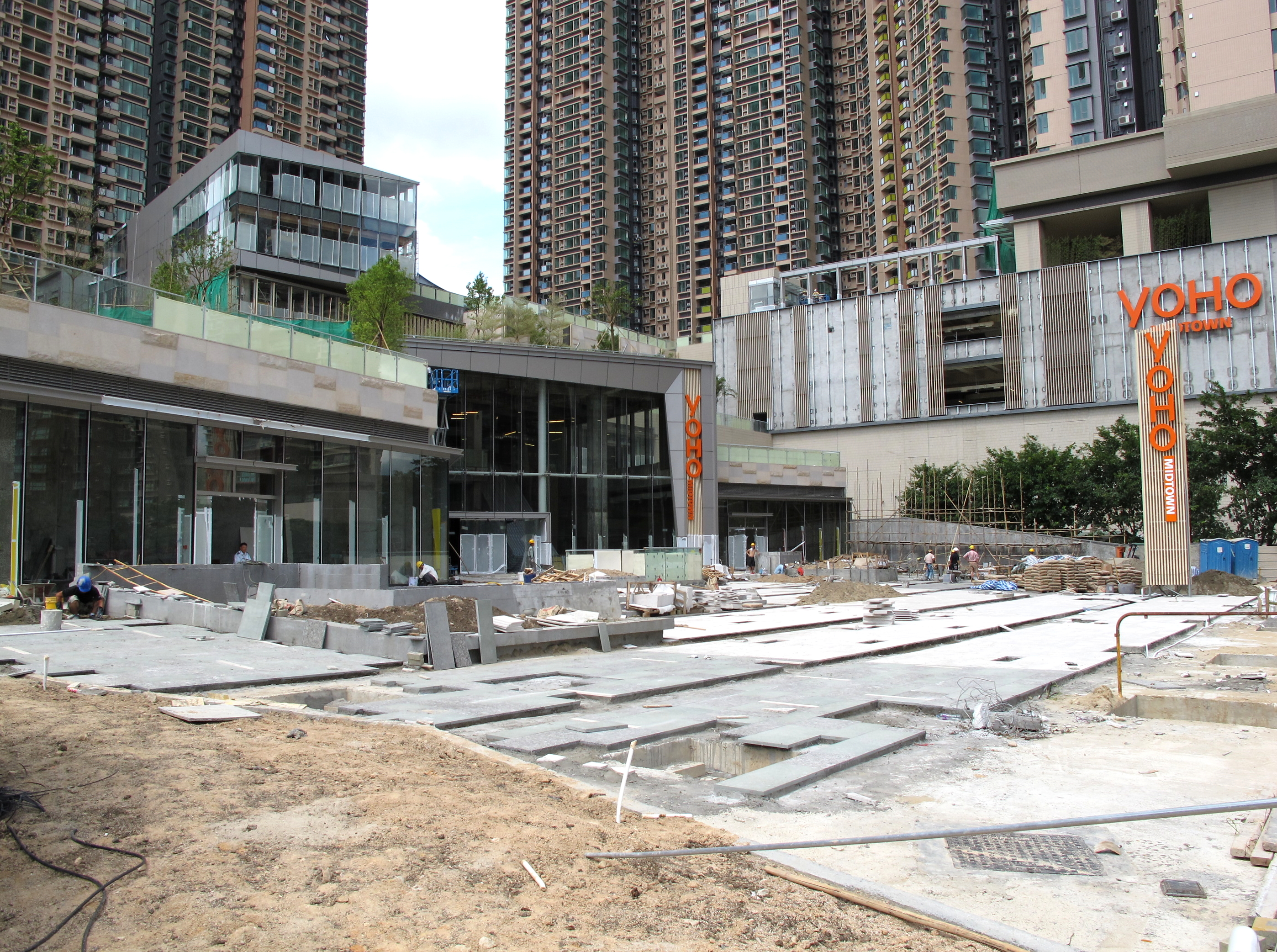
興建中的YOHO Midtown入口廣場（2010年6月）

## 設計意念
物業的整體屋苑設計意念，乃是源自日本的Tokyo Midtown，以時尚簡約為主調。無論是大廈外牆，以及屋苑和會所內外的公眾範圍，強調天然石材、木材、藝術擺設及綠化地帶之間的融和。
地下面積廣約27,000平方呎的「Midtown Park」，其草坪及色彩豐富的植物為項目增添藝術色彩，設計別出心裁，讓公眾及住戶彷彿置身大自然藝術館，盡情欣賞園林的自然美。但部分土地在2023年起由房協興建資助出售房屋後，原本開放予公眾使用的花園，已經劃為私人物業範圍的地盤。

## 單位

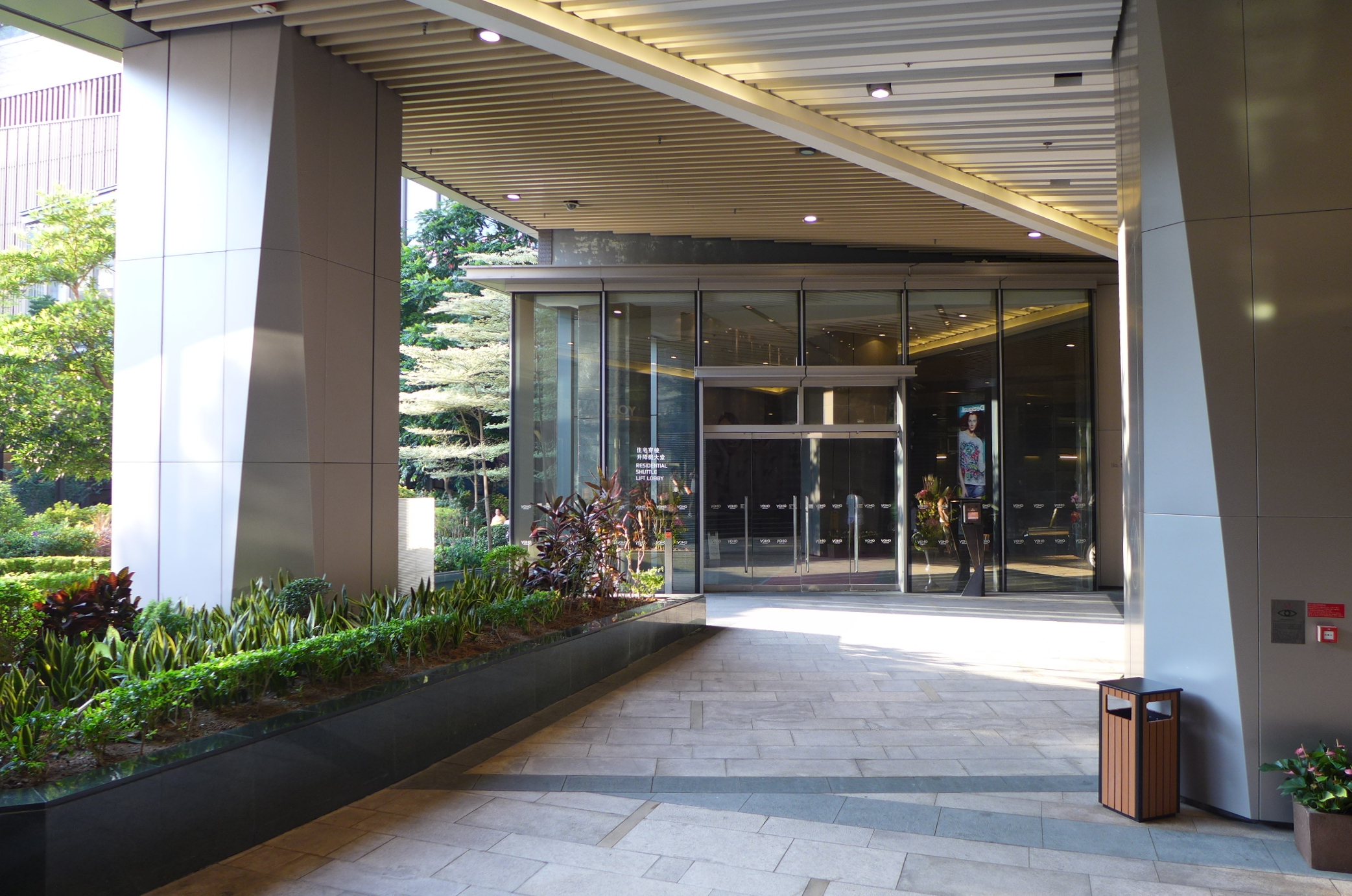
地下住宅大堂入口

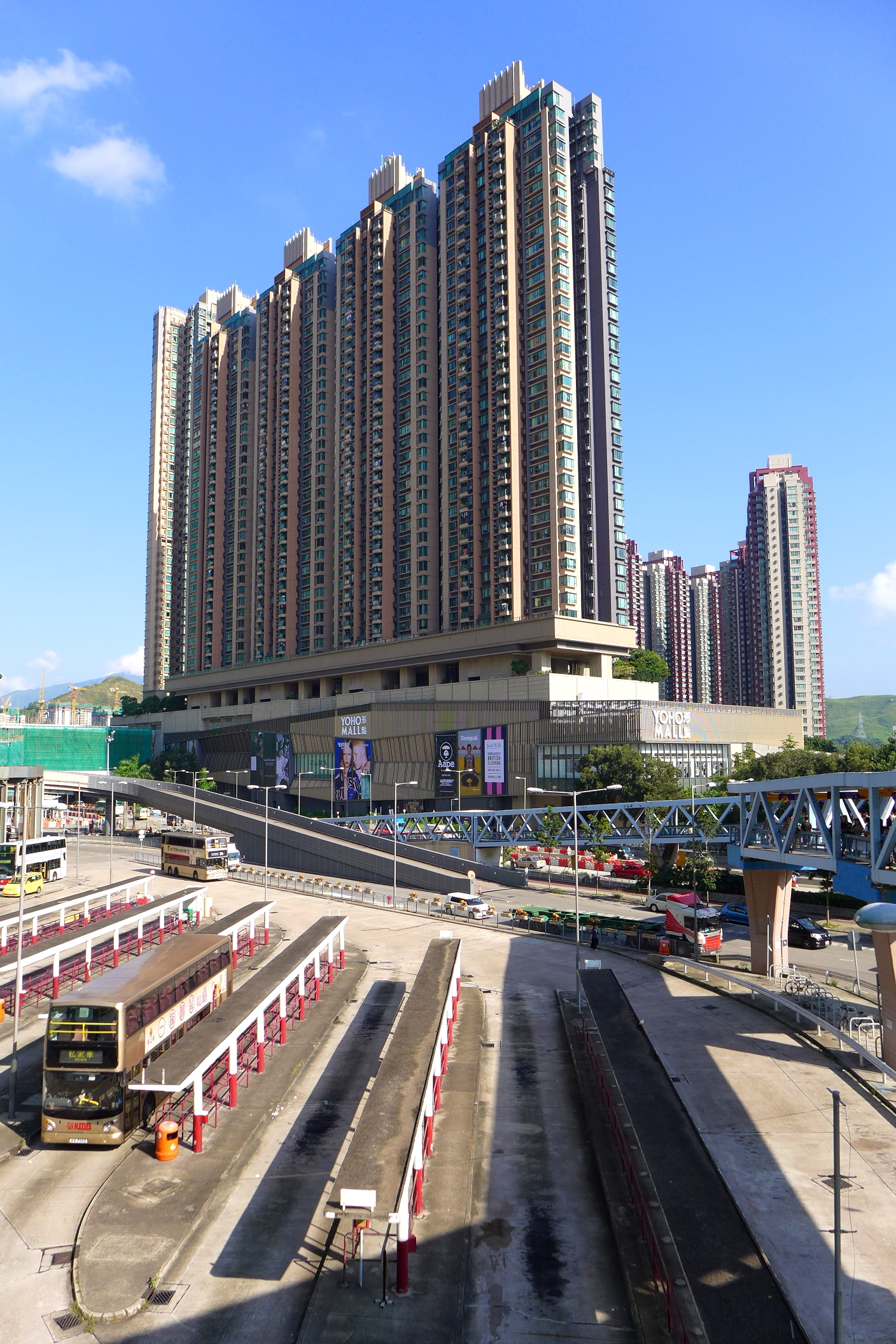
從新元朗中心望YOHO Midtown

YOHO Midtown由8幢大廈組成，呈L形設計。大廈樓高38至40層，合共提供1,890個住宅單位，主要提供2房至4房單位，面積由483平方呎至1,341平方呎以上。標準單位樓層高度由約9呎10吋至11呎4吋，每戶均建有環保露臺。
除標準分層戶外，項目提供約3%特色戶，面積由682呎至1,563呎，樓底高度由約10呎9吋至12呎6吋，當中8伙附設連泳池大屋，分布於M6、M8座及M9座頂層，面積介乎1377至1532呎，大廳內置樓梯往天台及私家泳池，天台面積約800至1,000呎。M1至M5座39樓以上為「玻璃水晶屋」，面積1,025至1,362呎，外接109至181呎平台花園，採3房至4房間隔，並一律採用落地玻璃設計。

## 住客會所

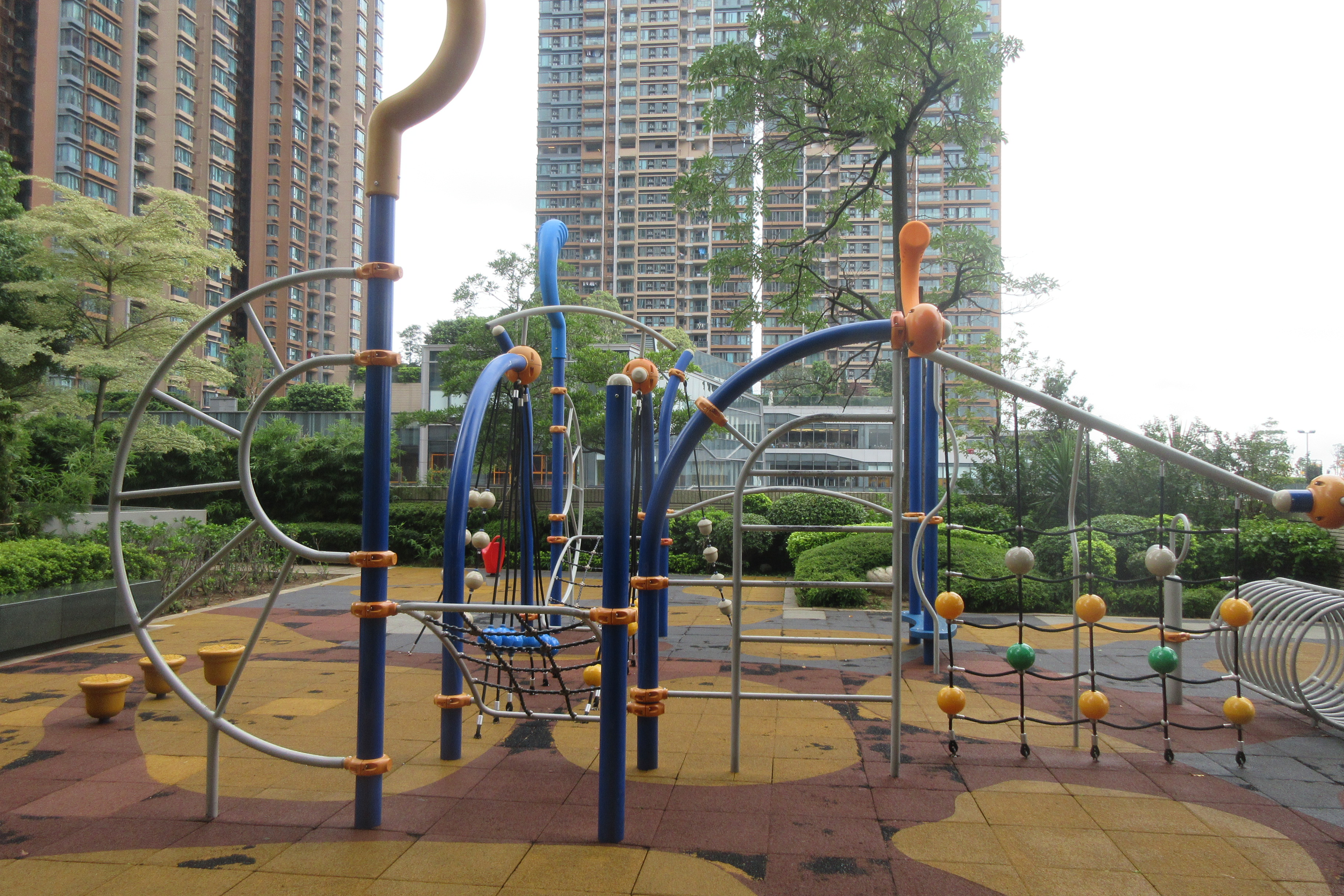
兒童遊樂場

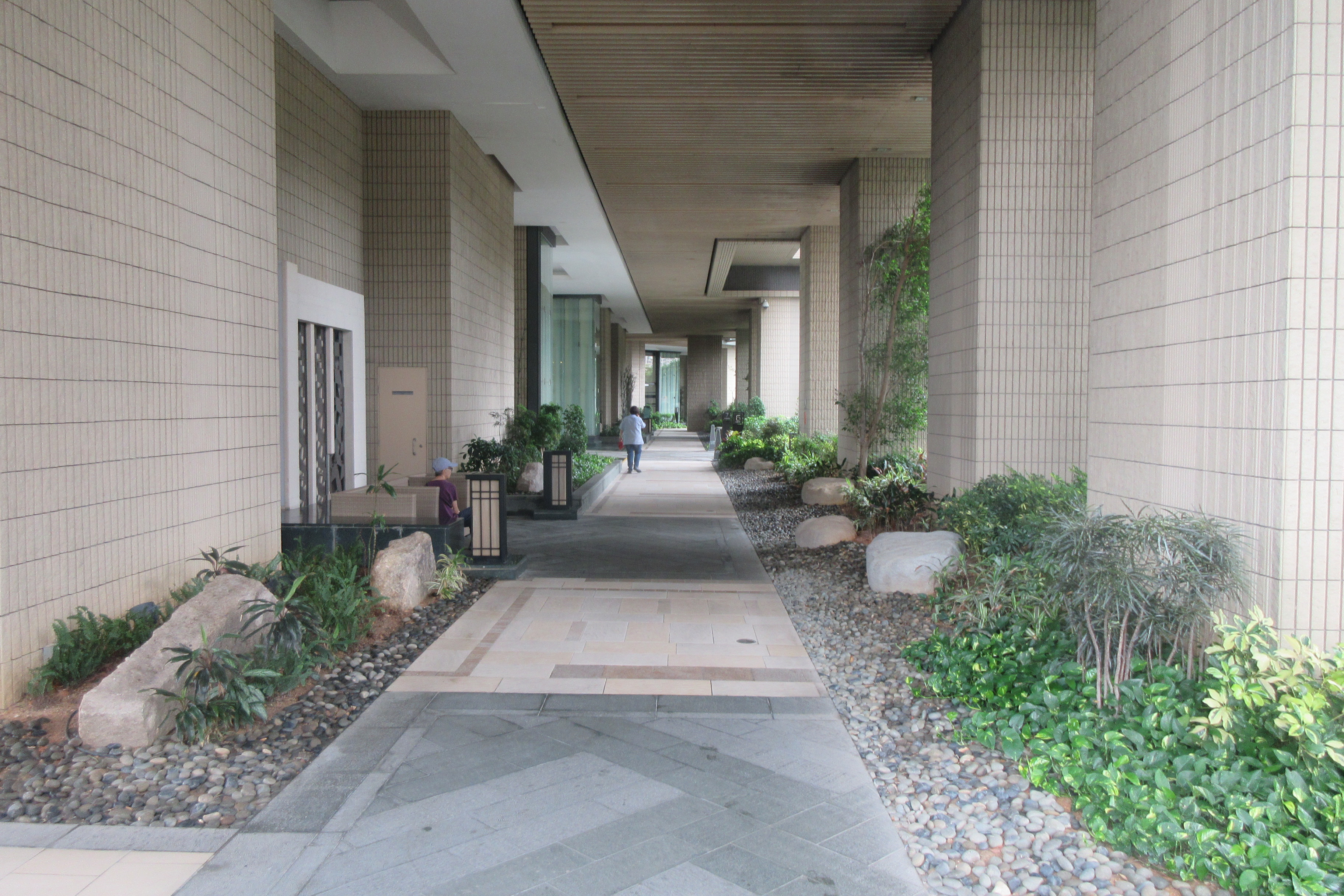
有蓋平台花園

YOHO Midtown住客會所命名為Club MIDTOWN，耗資3億元興建，佔地22萬平方呎，合共3層，提供100項設施。包括標準50米室外泳池、25米室內恒溫泳池、6000平方呎的大型園林燒烤樂園、24小時無時限娛樂區及宴會廳。會所更特設區內獨有的2間泳池獨立大屋，分別名為「MIDTOWN‧董事大屋」及「MIDTOWN‧行政大屋」，提供10米長的私家泳池、客廳、大型電視、Wii遊戲機及用餐區等，方便住客隨時宴客舉行派對。住戶可租用大屋招呼親友，每節5小時租金約$1,800至$2,800。為方便住戶預訂會所設施，屋苑特設本港首個物業管理的iPhone App，住戶可透過iPhone、iPod touch或iPad預訂會所設施外，更可查閱會所最新活動及興趣班內容。

## 商場
Yoho Midtown基座商場為YOHO MALL 形點，位於元朗元龍街9號及朗日路8號。合共佔地110萬方呎，於2015年9月開業後取代位於同區的置富嘉湖，而成為新界西北最大型的商場。

## 公共空間及設施
YOHO Midtown地下設有行車路及幼兒園。幼兒園Tutor Time到2016年才正式開學；地下廣場部份範圍劃為綠化空間。商場一樓則設通道連接西鐵站，YOHO Town第一期及第三期商場。

## 銷售手法
Yoho Midtown 銷售手法為人詬病。買家投訴，於售樓處呆等了3日，等到有機會買樓，卻只得5分鐘時間考慮，被指對消費者構成不公。當時運輸及房屋局局長鄭汝樺提過，市民去觀察示範單位，拍照及量度尺寸是基本權利。唯Yoho Midtown示範單位內，職員禁止參觀人士量度呎寸及拍照。

## 未來發展
2013年3月19日，新鴻基向城規會提出的規劃申請，建議將Yoho Midtown 以西的空地發展為一座樓高達37層的酒店及30層的單棟住宅。當中酒店可提供292間房間，總樓面約13.14萬方呎，但並不包括餐飲設施。而酒店基座將設4層屬於教育機構用地，較大機會作為專上學院，樓面約2.7 萬方呎。
鑑於2B期有大量樓面撥予2A期發展酒店之用，導致2B期佔地縮至8762方呎，可建住宅樓面降至3.85萬方呎，較當初已批准的9.93萬方呎大減61%。單棟住宅可提供156伙單位，每層設有6伙單位，單位平均面積為250呎，預料用作發展精品豪宅。
2014年4月22日，新鴻基透過City Success Limited再向城規會申請修訂，打算於項目第2A期興建酒店項目，將原本37層高改32層，客房由292間，增加至324間。該酒店佔地1萬3832方呎，地積比約九點四倍，樓面13萬1396方呎。早前打算發展作8層高的酒店、學校綜合大樓的政府土地剔除。
2016年7月5日，新鴻基宣佈，捐出該皮予香港聖公會福利協會興建樓高19層的綜合服務中心，當中包括特殊幼兒中心、5層安老院及160間房的青年宿舍。另有一層是教堂和多用途活動室。整個項目建築費約3億元，將於2019年施工，2022至23年落成。但到2022年初，項目仍然未動工。
2022年11月，YOHO Midtown第3期用地改為由房協興建資助出售房屋，樓高40層，提供約720伙單位，基座設社會福利設施（32個宿位的輕度弱智兒童之家、地區長者社區中心），預計2028年落成。

## 交通
基座YOHO MALL連接屯馬綫元朗站和輕鐵站。
| 交通路線列表                                                              |
| ------------------------------------------------------------------------- |
| 港鐵 - █ 屯馬綫：元朗站 - █ 輕鐵 - █ 610、 █ 614、 █ 615、 █ 761P：元朗站 |